# Desilú León

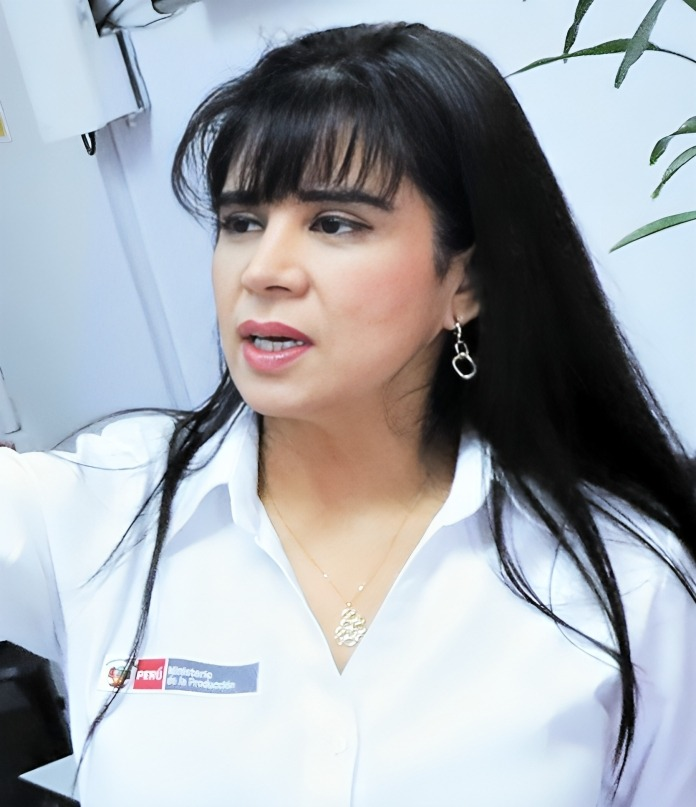
Desilú León, 2023

Úrsula Desilú León Chempén (geboren im 20. Jahrhundert) ist eine peruanische Rechtsanwältin und Politikerin. Seit 2009 war sie mehrere Male Generalsekretärin verschiedener peruanischer Ministerien, insbesondere war sie von 2019 bis 2020 mit einer Unterbrechung Generalsekretärin des Premierministeramts. Außerdem war sie 2020 Vizeministerin der Justiz und von 2020 bis 2021 Vizeministerin der Fischerei und Aquakultur. Seit September 2024 ist sie Ministerin für Außenhandel und Tourismus im Kabinett Boluarte.

## Leben
Ursula Desilú León Chempén absolvierte an der Universidad Católica de Santa María in Arequipa ein Master-Studium des Gesellschaftsrechts.

## Politische Laufbahn
Ab 2006 war León im peruanischen Gesundheitsministerium als Rechtsberaterin tätig, ab dem November 2008 für das Ministerbüro. Von Mitte 2009 bis zum August 2011 war sie Generalsekretärin des Gesundheitsministeriums. Im August 2011 wurde sie schließlich Generalsekretärin des Bildungsministeriums; sie trat im Dezember 2016 zurück, nachdem Bildungsminister Jaime Saavedra in einem von der fujimoristischen Partei Fuerza Popular angeführten Misstrauensvotum absetzt wurde. Vom Juni 2017 bis zum Dezember 2018 war León Leiterin der metropolitanen Stadtverwaltung (Gerencia Municipal Metropolitana) von Lima.
Im Juni 2019 ernannte Premierminister Salvador del Solar sie zur Generalsekretärin des Premierministeramts; sie war dies auch für dessen Nachfolger Vicente Zeballos bis zum Juni 2020. Im Rahmen der COVID-19-Pandemie in Peru wurde im März 2020 die hochrangige multisektorielle Kommission (Comisión Multisectorial de Alto Nivel) zur Bekämpfung des Coronavirus von der Regierung einberufen und León zu deren Generalsekretärin und Pressesprecherin ernannt. Am 23. Juli 2020 ernannte die neue Justizministerin Ana Neyra sie zur Vizeministerin der Justiz. Sie war dies bis zum 8. August 2020, als sie zurücktrat, um erneut Generalsekretärin des Premierministeramts (diesmal unter Walter Martos) zu werden. Dies war sie wiederum bis zum 9. November 2020, als Präsident Martín Vizcarra und seine Regierung von peruanischen Kongress in einem Misstrauensvotum abgesetzt wurde. Am 24. November 2020 wurde sie vom Produktionsminister José Luis Chicoma zur Vizeministerin der Fischerei und Aquakultur ernannt. Sie trat am 10. Dezember 2021 zurück. Seit dem 3. September 2024 ist León Ministerin für Außenhandel und Tourismus im Kabinett Boluarte und Nachfolgerin von Elizabeth Galdo.